# مودرن توكينغ
مودرن توكينغ (بالإنجليزية: Modern Talking)‏ فرقة روك ويورو بوب ألمانية تأسست أواخر سنة 1984 م في برلين عن طريق المنتج والمغني الصاعد في أواخر السبعينيات-آنذاك- ديتر بولن والمغني توماس أنديرس.
وقد لاقت أول أغنية لهم وهي بعنوان «أنت قلبي، أنت روحي» انتشاراً عالميا وتبعتها عدة أغان ناجحة (مثل «يمكنك الفوز إذا أردت» و «شيري شيري ليدي» وبراذر لوي). وتعتبر أغنية «براذر لوي» أشهر أغانيهم.
و يعتبرون أيضا أقوى فرقة أوروبية ظهرت بعد انفصال فرقة أبا السويدية في سنة 1983.
عادت فرقة مودرن توكينغ من جديد في سنة 1998 بألبومهم «العودة إلى الابد» الذي حقق مبيعات تجاوزت العشرة ملايين نسخة ونجاح متواصل لكن أقل بكثير من فترة الثمانينيات، فعادت الفرقة للانفصال من جديد في سنة 2003.
كان أول لقاء لهم في بداية الثمانينات حيث التقى الملحن والمنتج ديتر بولن بالمغني توماس لأول مرة، وكان بولن هو الذي يكتب وينتج ويلحن الأغاني وقد حققت الفرقة نجاحا بين ليلة وضحاها مع أول أغنية لها

## وصلات خارجية
- مودرن توكينغ على موقع IMDb (الإنجليزية)
- مودرن توكينغ على موقع أول ميوزيك (الإنجليزية)
- مودرن توكينغ على موقع ديسكوغز (الإنجليزية)

- Modern Talking Video's
- الموقع الرسمي للفرقة
- Modern Talking Chile